# 全息玫瑰碎片 (短篇小说集)
《全息玫瑰碎片》（英语：Burning Chrome）是威廉·吉布森在1986年出版的短篇小说集。其中的大多数故事都属于吉布森的蔓生系列，這些吉布森早期的赛博朋克作品都共享同一世界觀。其中所涉及的大多数点子和主题都在作者受歡迎的蔓生都市三部曲中被拓展了。

## 内容
《全息玫瑰碎片》包括：
| 标题           | 合作作家        | 首次发行日期 | 首次发行在         |
| -------------- | --------------- | ------------ | ------------------ |
| 约翰尼的记忆   |                 | 1981.5       | Omni               |
| 根斯巴克连续体 |                 | 1981         | Universe 11        |
| 全息玫瑰碎片   |                 | 1976/1977    | Unearth 3          |
| 酒吧里的归栖者 | 约翰·雪利       | 1981         | Shadows 4          |
| 蛮荒之地       |                 | 1981.10      | Omni               |
| 红星，冬季轨道 | 布鲁斯·斯特林   | 1983.7       | Omni               |
| 新玫瑰旅馆     |                 | 1984.7       | Omni               |
| 冬季市场       |                 | 1986.4       | Vancouver Magazine |
| 空战游戏       | 迈克尔·斯万维克 | 1985.7       | Omni               |
| 整垮珂萝米     |                 | 1982.7       | Omni               |

## 评价
戴维·兰福德为杂志White Dwarf #83评论了此书，并表示“这部精美的作品集的那令人毛骨悚然的赛博空间之旅在《神经浪游者》中得到了如此完美的回响。同样地，我喜欢这故事：这是个关于一名年轻朋克的故事，这位朋克获得了把.45的枪并准备来场大抢劫。只有吉布森笔下的朋克们是这些电脑骑师，而那把.45口径的枪则是来自俄罗斯的军用杀手程序。”
J·迈克尔·卡巴鲁拉则在《太空玩家/幻想玩家#82》中评论到“这是一次至关重要的阅读体验；苛刻的、坚忍的、复杂的、有远见卓识的。”